# Saint-Luc-de-Vincennes
Saint-Luc-de-Vincennes è un comune del Canada, situato nella provincia del Québec, nella regione di Mauricie.